# Palacio de Mon Repos
Mon Repos es el palacio de la familia real griega situado en la isla griega de Corfú. Fue construido en 1831. Está situado en lo alto de una colina de un parque que ocupa el centro arqueológico de Corfú. Los historiadores dicen que la antigua ciudad de Corfú estaba situada en este lugar. Actualmente es sede del Museo de Paleópolis.

## Historia
El edificio comenzó a construirse en 1828 en estilo neoclásico, diseñado y supervisado por el arquitecto inglés Sir George Whitmore, que fue el arquitecto del palacio de San Miguel y San Jorge en la gran plaza de Corfú, Spianada, así como por el ingeniero J. Harper. Fue entregado en 1831 como mansión de verano para el segundo alto comisionado inglés de las Islas Jónicas, Sir Frederic Adams, y para su esposa, Nina Palatianos. Pronto, en 1833, lo dejaron de habitar cuando él fue enviado a servir a la India. Posteriormente pasó a ser usado como residencia de verano de los gobernadores. También fue seminario religioso.
En 1833 la Escuela de Bellas Artes fue trasladada al palacio, cuando ésta era dirigida por el escultor Pavlos Prosalentis, y en 1834 los jardines fueron abiertos al público.
El palacio fue habitado en 1863, y varias veces después, por la emperatriz de Austria, Elizabeth, que más tarde construyó su propia mansión en el pueblo de Gastouri, también conocido como Achilleion. El 1 de junio de 1863 y tras la unión de las Islas Jónicas a Grecia, el palacio y los jardines fueron otorgados por el Consejo Provincial de Corfú al trono griego que luego fue ostentado por el rey Jorge I, quien nombró la propiedad Mon Repos, es decir, “mi descanso”. 

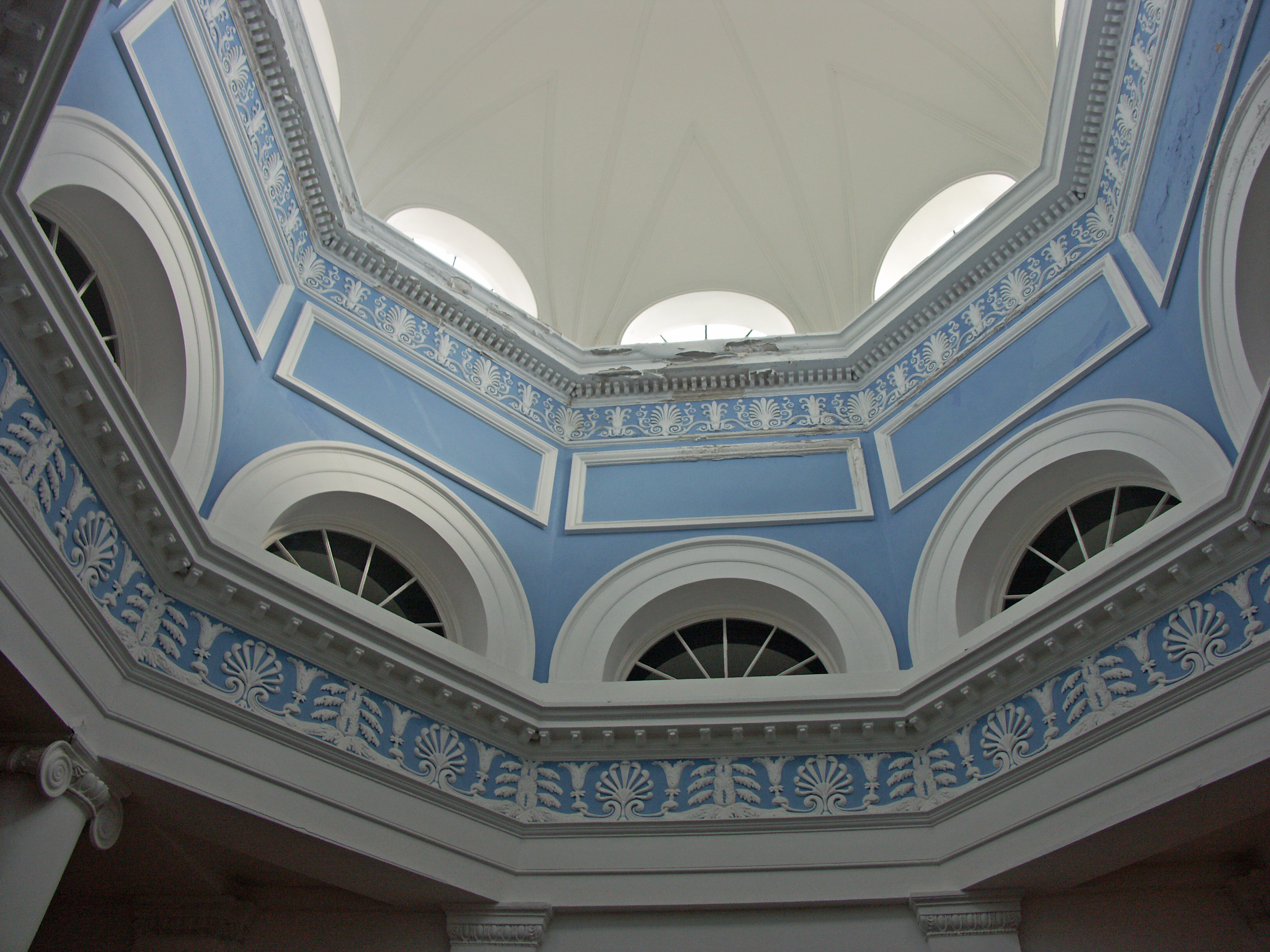
Detalle del interior del palacio

Durante la ocupación italiana, fue residencia del político italiano Parini, que gobernaba las Islas Jónicas.
Fue residencia de verano de la familia real griega y aquí recibieron numerosas visitas de mandatarios extranjeros y de miembros de otras familias reales. Cuando el entonces príncipe Juan Carlos comenzó su noviazgo con la princesa Sofía de Grecia, la familia de él fue invitada a pasar unas vacaciones en esta residencia.
Estuvo abandonado tras la caída de la monarquía griega en 1967 y regresó a manos del Municipio de Corfú, que en 1995 lo otorgó al Ministerio de Cultura para albergar el Museo de Paleópolis, que contiene tesoros arqueológicos de las Islas Jónicas y se inauguró en el año 2000.

## Colecciones del museo

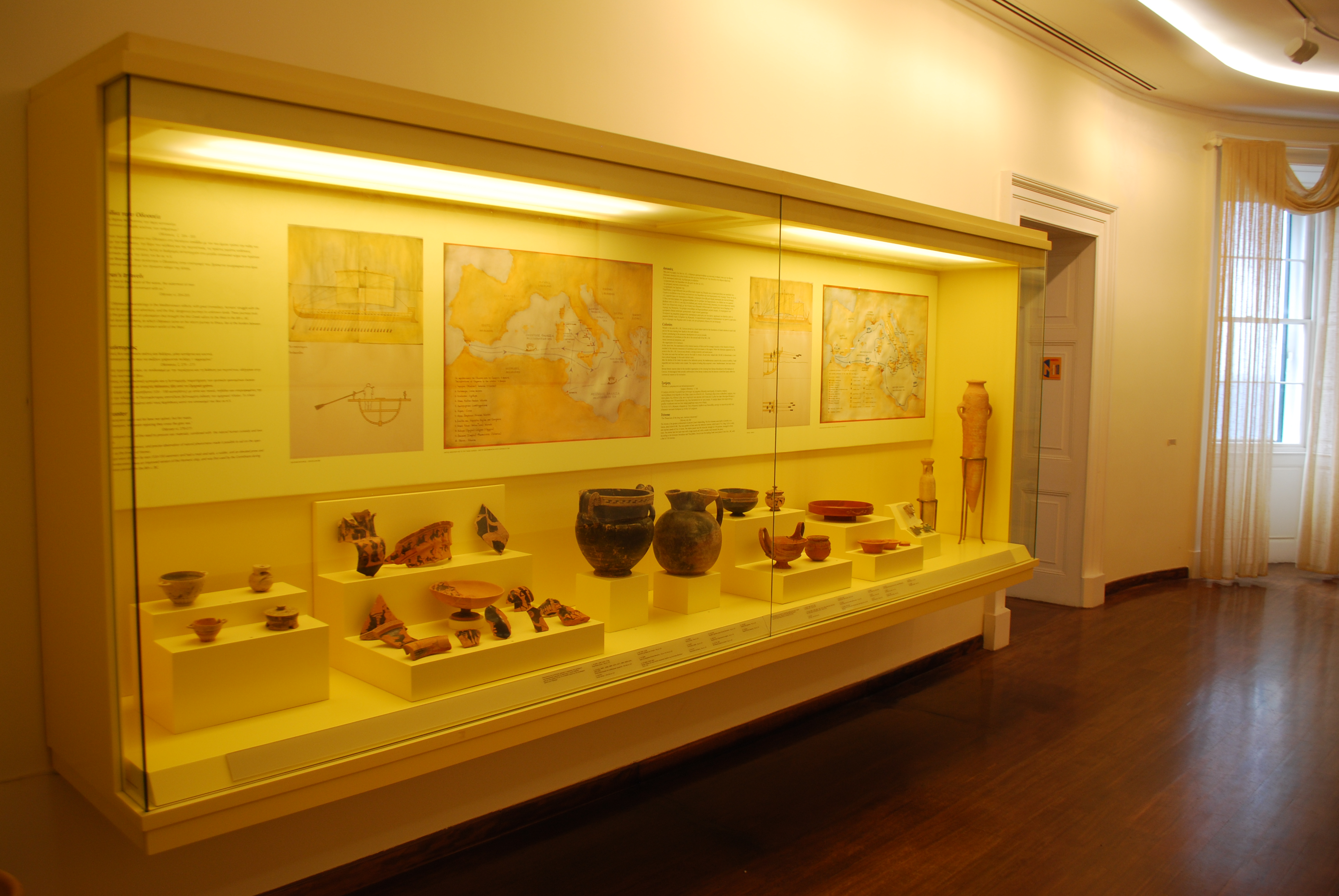
Una sección de la colección del museo.

El museo contiene tres secciones temáticas. Una de ellas se centra en la historia del edificio y de su entorno desde la Antigüedad hasta el siglo XX, la segunda en la presentación de la cronología de la isla y sus sitios arqueológicos a través de medios audiovisuales y la tercera en los hallazgos arqueológicos del área de Paleópolis, desde finales del siglo VIII a. C. hasta principios del siglo VI d. C. Dentro de esta última, se exponen aspectos del poder comercial de la isla de Corfú, así como características del antiguo ágora, como centro político y económico de la antigua ciudad, de los baños romanos y de los antiguos santuarios de la isla. También hay material fotográfico acerca de las excavaciones.    
Además, en el museo se desarrollan exposiciones temporales y actividades educativas.

## Nacimientos
En este palacio nacieron miembros de la familia real griega como:
- Alejandra de Grecia, hija de Jorge I de Grecia y Olga de Rusia.
- Felipe de Grecia, duque de Edimburgo.
- Alexia de Grecia, hija de los reyes Constantino II de Grecia y Ana María de Dinamarca.